# العلاقات الباربادوسية السريلانكية
العلاقات الباربادوسية السريلانكية هي العلاقات الثنائية التي تجمع بين باربادوس وسريلانكا.

## مقارنة بين البلدين
هذه مقارنة عامة ومرجعية للدولتين:
| وجه المقارنة                                              | باربادوس       | سريلانكا                         |
| --------------------------------------------------------- | -------------- | -------------------------------- |
| المساحة (كم2)                                             | 439            | 65.61 ألف                        |
| عدد السكان (نسمة)                                         | 285.72 ألف     | 21.44 مليون                      |
| الكثافة السكانية (ن./كم²)                                 | 65.08 ألف      | 326.78                           |
| العاصمة                                                   | بريدج تاون     | سري جاياواردنابورا كوتي، كولمبو  |
| اللغة الرسمية                                             | لغة إنجليزية   | اللغة السنهالية، اللغة التاميلية |
| العملة                                                    | دولار بربادوسي | روبية سريلانكي                   |
| الناتج المحلي الإجمالي (بليون دولار)                      | 4.80 مليار     | 87.17 مليار                      |
| الناتج المحلي الإجمالي (تعادل القوة الشرائية) بليون دولار | 4.66 مليار     | 246.62 مليار                     |
| الناتج المحلي الإجمالي الاسمي للفرد دولار أمريكي          | 15.43 ألف      | 3.93 ألف                         |
| الناتج المحلي الإجمالي للفرد دولار أمريكي                 | 16.06 ألف      | 11.11 ألف                        |
| مؤشر التنمية البشرية                                      | 0.795          | 0.757                            |
| رمز المكالمات الدولي                                      | +1246          | +94                              |
| رمز الإنترنت                                              | .bb            | .lk،                             |
| المنطقة الزمنية                                           | 00             | ت ع م+05:30                      |

## منظمات دولية مشتركة
يشترك البلدان في عضوية مجموعة من المنظمات الدولية، منها:
| علم المنظمة | اسم المنظمة                               | تاريخ انضمام باربادوس | تاريخ انضمام سريلانكا |
| ----------- | ----------------------------------------- | --------------------- | --------------------- |
|             | مؤسسة التنمية الدولية                     | 29 سبتمبر 1999        | 27 يونيو 1961         |
|             | يونسكو                                    | 24 أكتوبر 1968        | 14 نوفمبر 1949        |
|             | وكالة ضمان الاستثمار متعدد الأطراف        | 12 أبريل 1988         | 27 مايو 1988          |
|             | الأمم المتحدة                             | 9 ديسمبر 1966         | 14 ديسمبر 1955        |
|             | دول الكومنولث                             | ?                     | 1948                  |
|             | الاتحاد البريدي العالمي                   | ?                     | ?                     |
|             | البنك الدولي للإنشاء والتعمير             | 12 سبتمبر 1974        | 29 أغسطس 1950         |
|             | الاتحاد الدولي للاتصالات                  | 16 أغسطس 1967         | 1897                  |
|             | منظمة حظر الأسلحة الكيميائية              | ?                     | ?                     |
|             | مؤسسة التمويل الدولية                     | 25 يونيو 1980         | 20 يوليو 1956         |
|             | المركز الدولي لتسوية المنازعات الاستشارية | 1 ديسمبر 1983         | 11 نوفمبر 1967        |
|             | منظمة التجارة العالمية                    | ?                     | ?                     |
|             | منظمة الشرطة الجنائية الدولية             | ?                     | ?                     |

## وصلات خارجية
- موقع وزارة الخارجية الباربادوسية
- موقع وزارة الخارجية السريلانكية